# Aco (distrito de Corongo)
Aco é um distrito peruano localizado na Província de Corongo, departamento Ancash. Sua capital é a cidade de Aco.

## Transporte
O distrito de Aco não é servido pelo sistema de estradas terrestres do Peru.